# 梅勒 (德塞夫勒省)
梅勒（法語：Melle，法語發音：[mɛl]），法国西部城市，新阿基坦大区德塞夫勒省的一个市镇，隶属于尼奥尔区，其市镇面积为65.34平方公里，2022年1月1日时人口数量为5,790人，在法国城市中排名第1,825位。
梅勒位于德塞夫勒省南部，贝罗讷河畔，是一个区域性的中心城市，多条干线公路在此交汇。

## 地名来源
梅勒最初于公元760年以“Medolus”的形式被记载，该名称可能与当地的铅矿有关。

## 历史

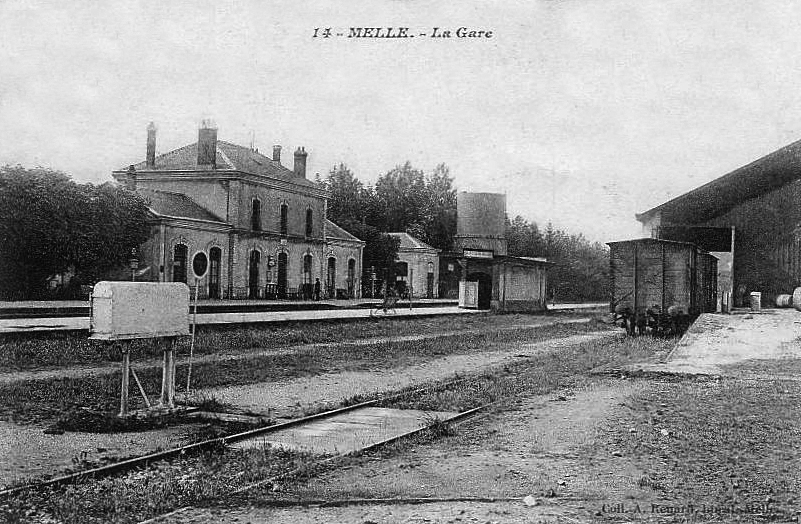
20世纪初的梅勒火车站

梅勒成立于2019年1月1日，由原梅勒旧市镇与贝罗讷河畔马济耶尔、派宰勒托尔、圣莱热德拉马蒂尼耶尔和圣马丹莱梅勒合并而成，其中原梅勒成为新市镇的政府驻地。
梅勒的早期历史尚不清楚，当地曾发掘出少量古罗马时期的历史文物。中世纪初，梅勒附近发现铅矿资源，当地出现了一处钱币作坊。公元9世纪时，维京人曾一度攻占梅勒。公元10世纪中叶，梅勒防御城堡建成；11世纪末，梅勒城堡内又兴建了一处碉楼。中世纪中后期，圣雅各之路的一条支线由梅勒通过。1356年普瓦捷战役结束后，梅勒被英格兰军队占领，后于1372年被埃诺伯爵让·德博蒙率兵夺回。宗教战争期间，梅勒被新教徒控制，天主教曾多次围攻该城，梅勒城墙在1577年3月25日的战役中被毁。《枫丹白露敕令》颁布后，梅勒城内的大批新教徒被迫离开。法国大革命后，梅勒成为德塞夫勒省的一个市镇，并在1795至1800年间为该省的一个地区行署。旺代战争期间，尽管梅勒所处的普瓦图地区普遍支持保皇派，但当地仍有不少新教徒加入了共和国军前往参与镇压旺代。1801年，梅勒被设置为德塞夫勒省的一个副省会。1885年，途径梅勒的艾夫尔—吕费克铁路建成通车。1926年，根据庞加莱改革方案，梅勒副省会被撤销，原有的梅勒区整体并入尼奥尔区。1977年，艾夫尔—吕费克铁路被完全废弃。自2003年起，梅勒每两年举办梅勒现代艺术双年展。
贝罗讷河畔马济耶尔、派宰勒托尔、圣莱热德拉马蒂尼耶尔和圣马丹莱梅勒历史上均长期为普通农业村落，法国大革命后各自成为独立市镇。
在地方文化研究方面，当地地方史爱好者组建有“梅勒和梅勒地区历史协会”（Société d’histoire et d’archéologie de Melle et du Mellois）。

## 地理

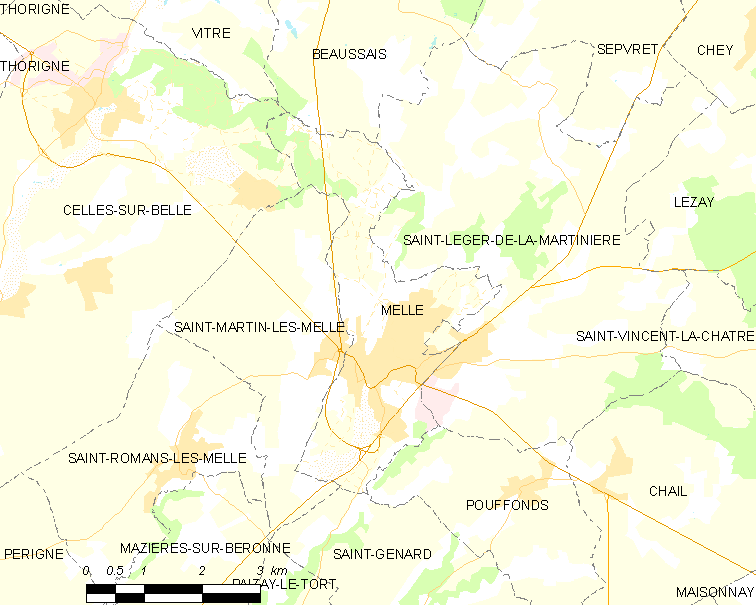
梅勒（旧市镇）、圣莱热德拉马蒂尼耶尔和圣马丹莱梅勒市镇范围地图

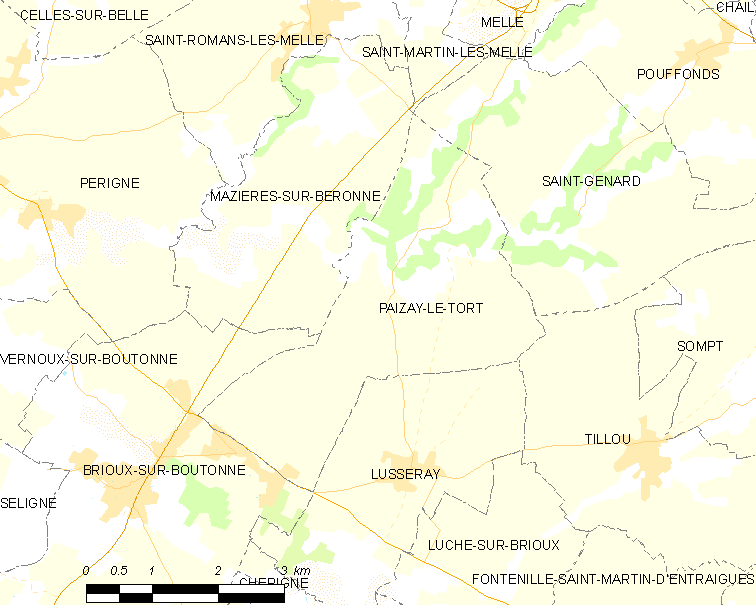
贝罗讷河畔马济耶尔和派宰勒托尔市镇范围地图

梅勒位于法国西部，新阿基坦大区北部和德塞夫勒省南部，距离省会尼奥尔大约30公里。与梅勒接壤的市镇包括：贝勒河畔塞勒、博赛-维特雷、贝勒河畔塞勒、塞夫雷、谢镇、勒宰、圣罗芒莱梅勒、布托讷河畔韦尔努、佩里涅、圣樊尚拉沙特尔、丰蒂维列、吕斯赖、布托讷河畔布里尤、谢夫布托讷和马尔西耶。

### 地形
梅勒位于普瓦图丘陵腹地，境内以平原为主，市镇中心位于一处河谷地带，总体地势平缓，部分街区起伏相对明显，全境海拔在57到183米之间。

### 水文
梅勒位于夏朗德河流域范围内，贝罗讷河自北向南流经镇中心，另有莱热尔河（La Légère）与之平行流经市区东部。

### 植被
梅勒属于温带阔叶混交林区，拉加雷讷公园（Parc de la Garenne）是当地主要的城市绿地。
在鲜花城市的评比中，梅勒被评为2星级鲜花城市。

### 气候
梅勒在柯本气候分类法中属于温带海洋性气候（Cfb）。
梅勒境内设有气象站，以下为该气象站的数据（其中日照数据取自尼奥尔气象站）：
| 梅勒 1981年－2010年 | 梅勒 1981年－2010年 | 梅勒 1981年－2010年 | 梅勒 1981年－2010年 | 梅勒 1981年－2010年 | 梅勒 1981年－2010年 | 梅勒 1981年－2010年 | 梅勒 1981年－2010年 | 梅勒 1981年－2010年 | 梅勒 1981年－2010年 | 梅勒 1981年－2010年 | 梅勒 1981年－2010年 | 梅勒 1981年－2010年 | 梅勒 1981年－2010年 |
| 月份                | 1月                 | 2月                 | 3月                 | 4月                 | 5月                 | 6月                 | 7月                 | 8月                 | 9月                 | 10月                | 11月                | 12月                | 全年                |
| ------------------- | ------------------- | ------------------- | ------------------- | ------------------- | ------------------- | ------------------- | ------------------- | ------------------- | ------------------- | ------------------- | ------------------- | ------------------- | ------------------- |
| 历史最高温 °C（°F） | 16.5 (61.7)         | 21.5 (70.7)         | 25.7 (78.3)         | 29.6 (85.3)         | 32.9 (91.2)         | 38.1 (100.6)        | 39.1 (102.4)        | 40 (104)            | 35 (95)             | 29.9 (85.8)         | 23.2 (73.8)         | 19.1 (66.4)         | 40 (104)            |
| 平均高温 °C（°F）   | 8.2 (46.8)          | 9.7 (49.5)          | 13.4 (56.1)         | 15.7 (60.3)         | 20.4 (68.7)         | 23.8 (74.8)         | 26.2 (79.2)         | 26.5 (79.7)         | 22.5 (72.5)         | 17.7 (63.9)         | 11.8 (53.2)         | 8.4 (47.1)          | 17 (63)             |
| 日均气温 °C（°F）   | 5.4 (41.7)          | 6.1 (43.0)          | 9 (48)              | 10.9 (51.6)         | 15.2 (59.4)         | 18.2 (64.8)         | 20.2 (68.4)         | 20.5 (68.9)         | 17.1 (62.8)         | 13.7 (56.7)         | 8.5 (47.3)          | 5.6 (42.1)          | 12.5 (54.5)         |
| 平均低温 °C（°F）   | 2.7 (36.9)          | 2.5 (36.5)          | 4.6 (40.3)          | 6 (43)              | 10 (50)             | 12.6 (54.7)         | 14.3 (57.7)         | 14.5 (58.1)         | 11.7 (53.1)         | 9.6 (49.3)          | 5.3 (41.5)          | 2.8 (37.0)          | 8.1 (46.6)          |
| 历史最低温 °C（°F） | −10 (14)            | −11.4 (11.5)        | −13.9 (7.0)         | −3.3 (26.1)         | 0.1 (32.2)          | 3 (37)              | 6.3 (43.3)          | 7.1 (44.8)          | 1.9 (35.4)          | −1.9 (28.6)         | −11.5 (11.3)        | −10.3 (13.5)        | −13.9 (7.0)         |
| 平均降水量 mm（）   | 81.4 (3.20)         | 71 (2.8)            | 65.8 (2.59)         | 76.9 (3.03)         | 62.5 (2.46)         | 57.7 (2.27)         | 58 (2.3)            | 53.3 (2.10)         | 65.7 (2.59)         | 89.6 (3.53)         | 100.9 (3.97)        | 103.8 (4.09)        | 886.6 (34.91)       |
| 月均日照時數        | 78                  | 106                 | 157.7               | 180.1               | 215                 | 243.2               | 251                 | 247.5               | 203.2               | 133                 | 90.2                | 75.4                | 1,980.3             |
| 来源：infoclimat    |                     |                     |                     |                     |                     |                     |                     |                     |                     |                     |                     |                     |                     |

## 行政区划
梅勒的市镇编号为79174，邮政编号为79500。
在行政管理方面，梅勒隶属于法国新阿基坦大区德塞夫勒省尼奥尔区；在地方选举方面，梅勒是梅勒县的中央投票站所在地，其市镇范围全境被划入德塞夫勒省第二选区；在社会管理方面，梅勒是普瓦图地区梅卢瓦市镇公共社区的办公驻地。
截至2023年8月，梅勒市镇范围内暂无任何城市敏感街区及城市政策优先街区。
法国国家统计与经济研究所（简称）在进行数据统计时，将梅勒单独设为梅勒城市核心区及梅勒城市区（Aire urbaine de Melle）。自2020年起，梅勒城市区被包含6个市镇的梅勒城市辐射区代替。此外，还将组成梅勒的各个市镇划为独立的“块区”（IRIS），以便于统计人口分布情况。

## 交通

### 公路
德塞夫勒省省道D10线、D14线、D44线、D101线、D120线、D305线、D737线、D948线和D950线在梅勒境内交汇。新阿基坦大区下属的城际客运提供巴士线路，可前往尼奥尔及索泽沃塞。
| 32 | 23 |

| 尼奥尔 | 30 |

| 普瓦捷 | 59 |

| 圣让当热利 | 47 |

2019年，71%的梅勒家庭拥有至少一辆私人汽车。2021年，梅勒境内共发生各类交通事故2起，造成2人受伤，其中1人重伤。

### 铁路

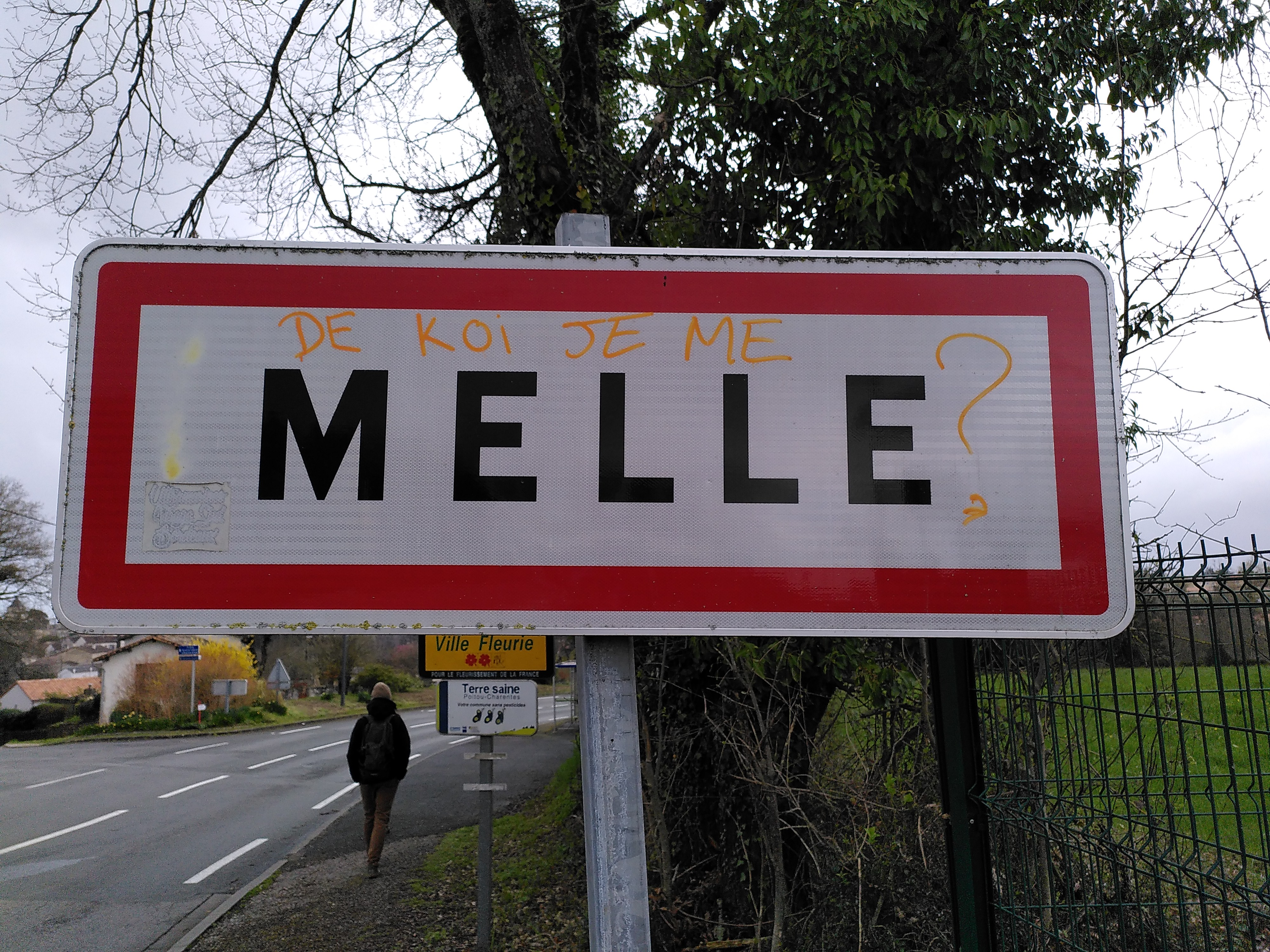
梅勒的一处入城路牌

梅勒位于艾夫尔—吕费克铁路上，该铁路已于1977年彻底废弃。
距离梅勒最近的运营中的客运铁路车站为24公里外的圣迈克桑站，该站停靠往返于普瓦捷和拉罗谢尔一线的区域列车，以及少量直达巴黎的高速列车。

### 航空
距离梅勒最近的民用航空站为98公里外的拉罗谢尔机场。

### 城市公共交通
截止2023年8月，梅勒暂无城市公共交通系统。

## 政治

### 市政内阁
梅勒的现任市长为西尔万·格里福先生（Sylvain GRIFFAULT），他是生态世代的一名成员，在2020年的市政选举中获得了60.03%的支持率。
| 梅勒历届市长   | 梅勒历届市长                    | 梅勒历届市长 |
| 任期           | 市长                            | 党派         |
| -------------- | ------------------------------- | ------------ |
| 1944年－1945年 | Paul GAZEAU 保罗·加佐           | 不详         |
| 1945年－1946年 | Marcel POINOT 马塞尔·普瓦诺     | 不详         |
| 1946年－1947年 | Henri DEVANNE 亨利·德瓦纳       | 不详         |
| 1947年－1967年 | Joseph PINEAU 约瑟夫·皮诺       | 不详         |
| 1967年－1977年 | Guy LÉCHELLE 居伊·莱谢勒        | 無黨籍       |
| 1977年－1995年 | Jean BELLOT 让·贝洛             | PS社会党     |
| 1995年－2008年 | Pierre POUPIN 皮埃尔·普潘       | PS社会党     |
| 2008年－2020年 | Yves DEBIEN 伊夫·德比安         | PS社会党     |
| 2020年－       | Sylvain GRIFFAULT 西尔万·格里福 | GÉ生態世代   |

### 各级选举
| 梅勒历届投票选举结果 | 梅勒历届投票选举结果 | 梅勒历届投票选举结果 | 梅勒历届投票选举结果 | 梅勒历届投票选举结果                   | 梅勒历届投票选举结果 | 梅勒历届投票选举结果 | 梅勒历届投票选举结果                   | 梅勒历届投票选举结果 | 梅勒历届投票选举结果 |
| 选举项目             | 选举范围             | 选区单位             | 选区单位内的选举结果 | 选区单位内的选举结果                   | 选区单位内的选举结果 | 选区单位内的选举结果 | 选区单位内的选举结果                   | 选区单位内的选举结果 | 参考资料             |
| 选举项目             | 选举范围             | 选区单位             | 第一轮胜出者         | 第一轮胜出者                           | 支持率               | 第二轮胜出者         | 第二轮胜出者                           | 支持率               | 参考资料             |
| -------------------- | -------------------- | -------------------- | -------------------- | -------------------------------------- | -------------------- | -------------------- | -------------------------------------- | -------------------- | -------------------- |
| 2017年法國總統選舉   | 法國                 | 梅勒（旧市镇）       |                      | 埃马纽埃尔·马克龙                      | 27.78%               |                      | 埃马纽埃尔·马克龙                      | 75.25%               | [ 30 ]               |
| 2017年法国立法选举   | 德塞夫勒省第二选区   | 梅勒（旧市镇）       |                      | 德尔菲娜·巴托                          | 49.35%               |                      | 德尔菲娜·巴托                          | 74.06%               | [ 30 ]               |
| 2019年欧洲议会选举   | 法國                 | 梅勒（新市镇）       |                      | 若尔丹·巴尔代拉                        | 20.84%               | （不适用）           | （不适用）                             | （不适用）           | [ 32 ]               |
| 2021年法国省级选举   | 德塞夫勒省           | 梅勒县               |                      | 多里克·巴里约 米丽埃尔·萨布兰-贝内拉吉 | 24.23%               |                      | 多里克·巴里约 米丽埃尔·萨布兰-贝内拉吉 | 53.48%               | [ 33 ]               |
| 2021年法国省级选举   | 德塞夫勒省           | 梅勒（新市镇）       |                      | 居伊·莫罗 弗拉维·穆罗                  | 32.81%               |                      | 居伊·莫罗 弗拉维·穆罗                  | 58.82%               | [ 33 ]               |
| 2021年法国大区选举   |                      | 梅勒（新市镇）       |                      | 尼古拉·蒂埃里                          | 25.57%               |                      | 阿兰·鲁塞                              | 38.62%               | [ 34 ]               |
| 2022年法国总统选举   | 法國                 | 梅勒（新市镇）       |                      | 让-吕克·梅朗雄                         | 26.98%               |                      | 埃马纽埃尔·马克龙                      | 63.79%               | [ 30 ]               |
| 2022年法国立法选举   | 德塞夫勒省第二选区   | 梅勒（新市镇）       |                      | 德尔菲娜·巴托                          | 47.8%                |                      | 德尔菲娜·巴托                          | 66.94%               | [ 30 ]               |

## 人口
2020年，梅勒市镇人口数量为6,018，在法国排名第1,825位。其中男性2,875人，女性3,298人，75岁及以上人口占14.4%，外籍人口数量为135人，人口密度为617人/平方公里，当地居民被称为（男性）或（女性）。2020年，梅勒境内出生35人，死亡人口111人。
| 梅勒1901年－2020年人口变化情况 |
|                                |
| 数据来源：Cassini、INSEE       |

## 经济

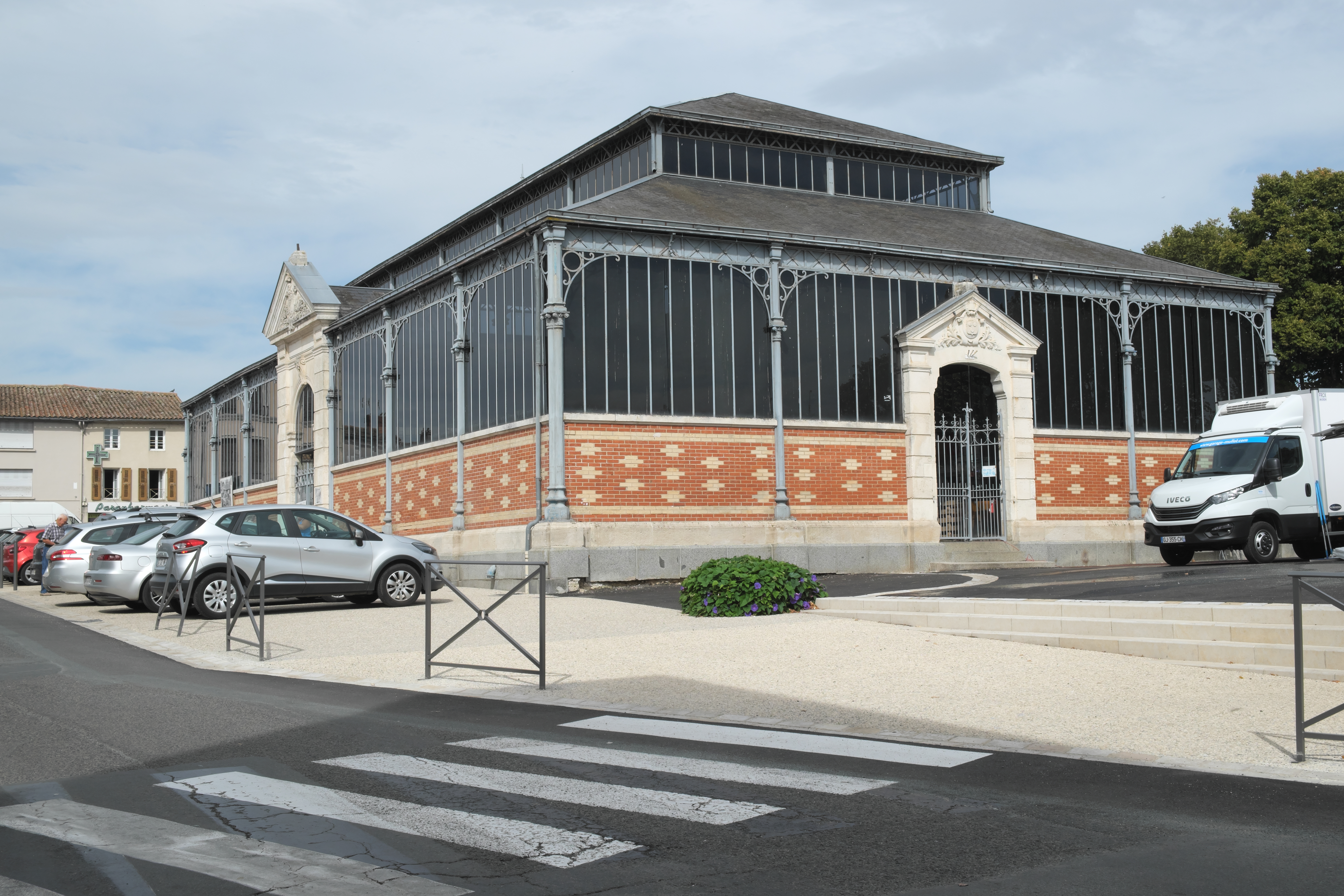
梅勒集市大堂

梅勒是一个区域性的中心城市。截至2023年8月，梅勒市镇范围内共有各类用人单位（包含自雇）970家，平均历史为18年，其中98.96%为中小型企业（PME），2023年6月至8月间，当地的经济活力指数为0.41%。（大型零售）、（零售）及（公路货运）是当地2021年营业额最高的三个企业，分别为30,240,007欧元、16,459,751欧元和14,183,210欧元。

## 财政与居民收入
2021年，梅勒的财政收入总额为7,005,380欧元，财政支出总额为5,792,400欧元，当年的债务总额为3,388,310欧元。2021年，梅勒市镇通过增值税获得185,040欧元的收入，此外当地还共获得了454,320欧元的国家直接财政补助。
2019年，梅勒的人均月收入总额为2,034欧元，其中高级职员为3,702欧元，低于法国平均水平（4,230欧元）；中级职员为2,411欧元，与法国平均水平（2,411欧元）持平；普通职员为1,714欧元，低于法国平均水平（1,740欧元）。
2019年，梅勒境内的贫困率为13%，青壮年（15至64岁）失业率为12.5%；当地38.9%的家庭拥有纳税资格，平均纳税2,227欧元，低于法国平均水平（4,393欧元）。

## 社会事务

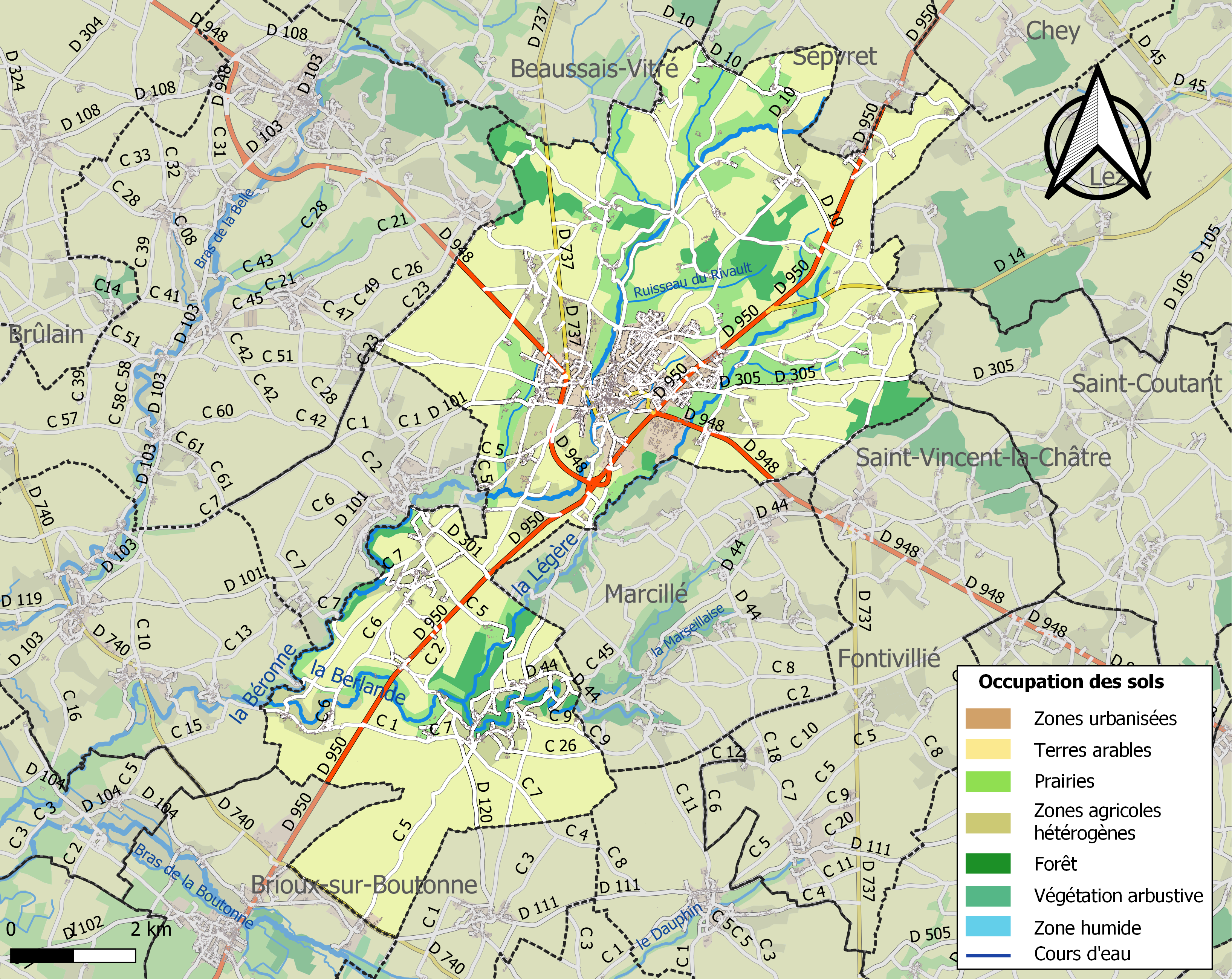
梅勒土地利用情况地图

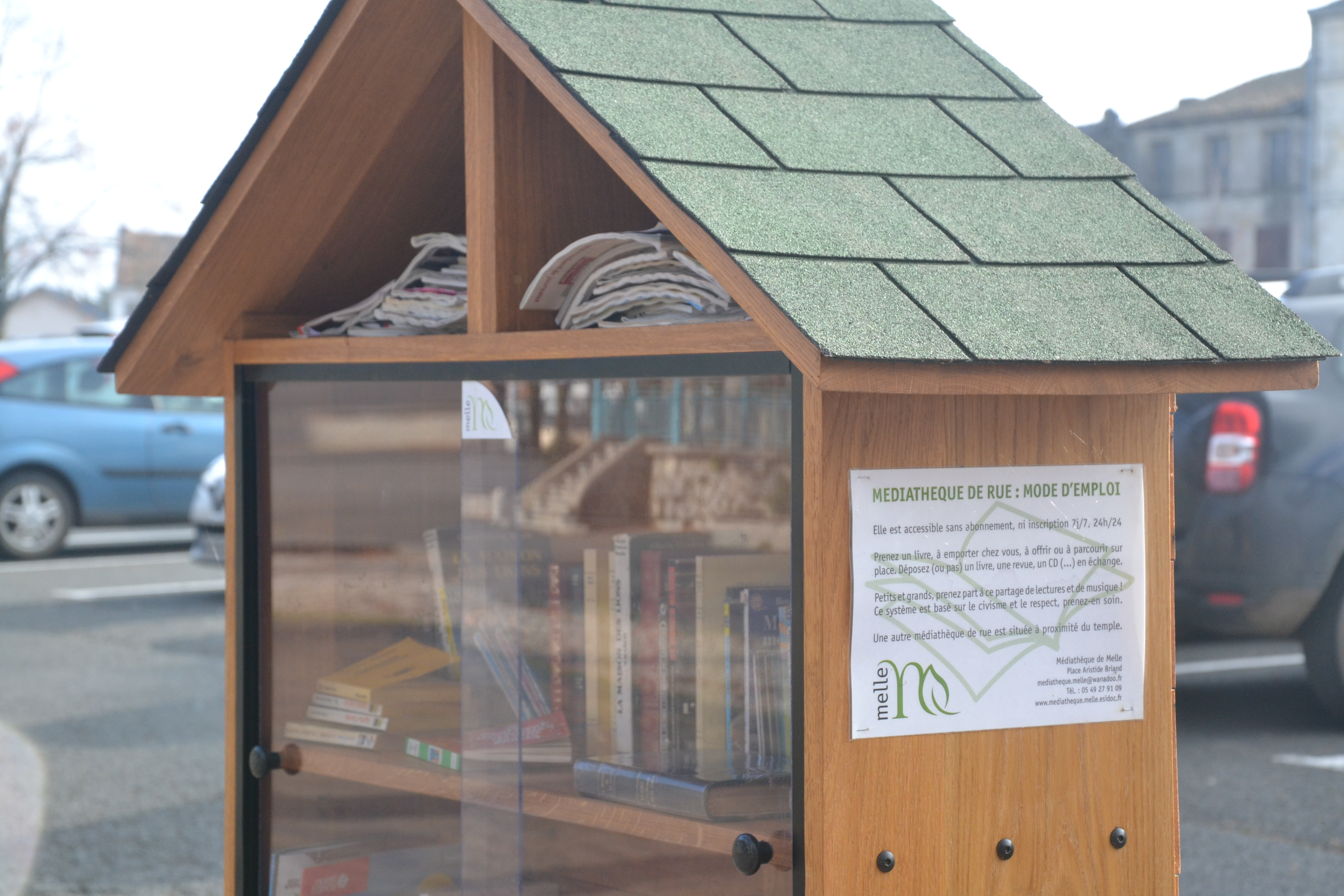
梅勒街头的一处图书收集箱

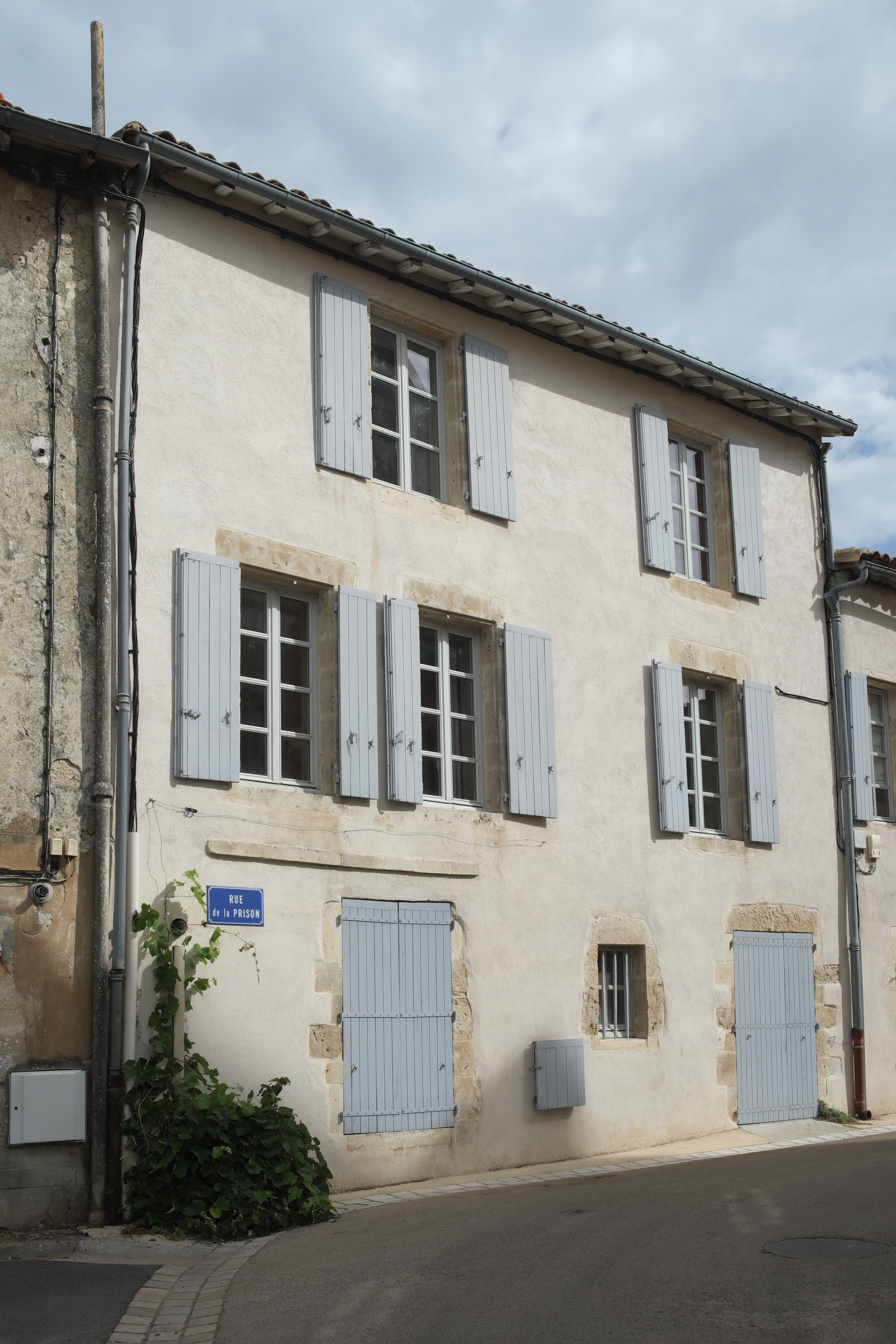
传统民居

### 教育
梅勒属于普瓦捷学区。截至2021年1月1日，梅勒境内共有1所幼儿园、4所小学、2所初级中学、1所普通高中和1所农业高中。2021至2022学年度，梅勒境内共有在校中等教育阶段学生1,023名。

### 医疗
截至2021年1月1日，梅勒境内共有全科医生7名、保健师3名、牙医3名、护士10名和助产士3名。境内共有药房2家、残疾人帮扶中心4家。
距离梅勒最近的区域性医疗机构为上塞夫勒河谷-梅卢瓦社会医疗集团（Groupe hospitalier et médico-social du Haut Val de Sèvre et du Mellois），该机构在梅勒市区西部设有一个含45个床位的医院。

### 住房
2019年，梅勒境内共有各类住房3,407套，其中84.9%为独立式居民区，14.3%为集中式居民区。常住房屋占梅勒市镇范围内居民建筑总量的84.9%。
在住房保障政策方面，2021年，梅勒境内共有705户家庭获得了住房经济补助，受益人数占总人口数量的11.7%，其中680份为房租补助。

### 商业
2021年，梅勒境内共有各类实体商铺111家，其中餐厅10家、大型超市6家、面包房4家、肉铺3家、书店2家、银行门店5家、美容美发店9家、汽车维修店12家。市区内有Intermarché、Aldi等购物商场。

### 体育
2021年，梅勒境内共有1家游泳池、4间体育馆、1座综合体育场、8处网球场、1处马术场、4处足球或橄榄球场以及2处篮球或排球场。
截至2023年8月，梅勒地区体育联盟（Association Sportive du Pays Mellois，编号590217）是梅勒境内唯一的一家注册足球俱乐部，该足球队成立于2014年，其主队2023至2024赛季参加新阿基坦大区足球联赛丙组（法国第八级别），其主场为勒皮尼耶球场（Stade du Pinier）。

### 环境
梅勒的环境事务由其所属的普瓦图地区梅卢瓦市镇公共社区联合各级政府协调负责。2021年，梅勒境内共有1家污染企业。

### 治安
2021年，梅勒市镇范围内有1处宪兵队。
梅勒及其附近的共139个市镇是尼奥尔国家宪兵队（zone gendarmerie de Niort）的管辖范围。2020年，该宪兵队累计记录各类案件3,815起，其中盗窃类案件1,828起，经济类案件591起，毒品交易类案件204起。

## 文化
2021年，梅勒境内有1家电影院。梅勒市政府提供多媒体中心，每周二、三、五、六向公众开放。

### 建筑
梅勒境内有多处历史建筑，其中圣伊莱尔教堂、圣伯多禄教堂等为法国国家文物保护单位，法国新教徒联合教堂（Temple de l'église protestante unie de France de Melle）等亦是当地的地标性建筑物。

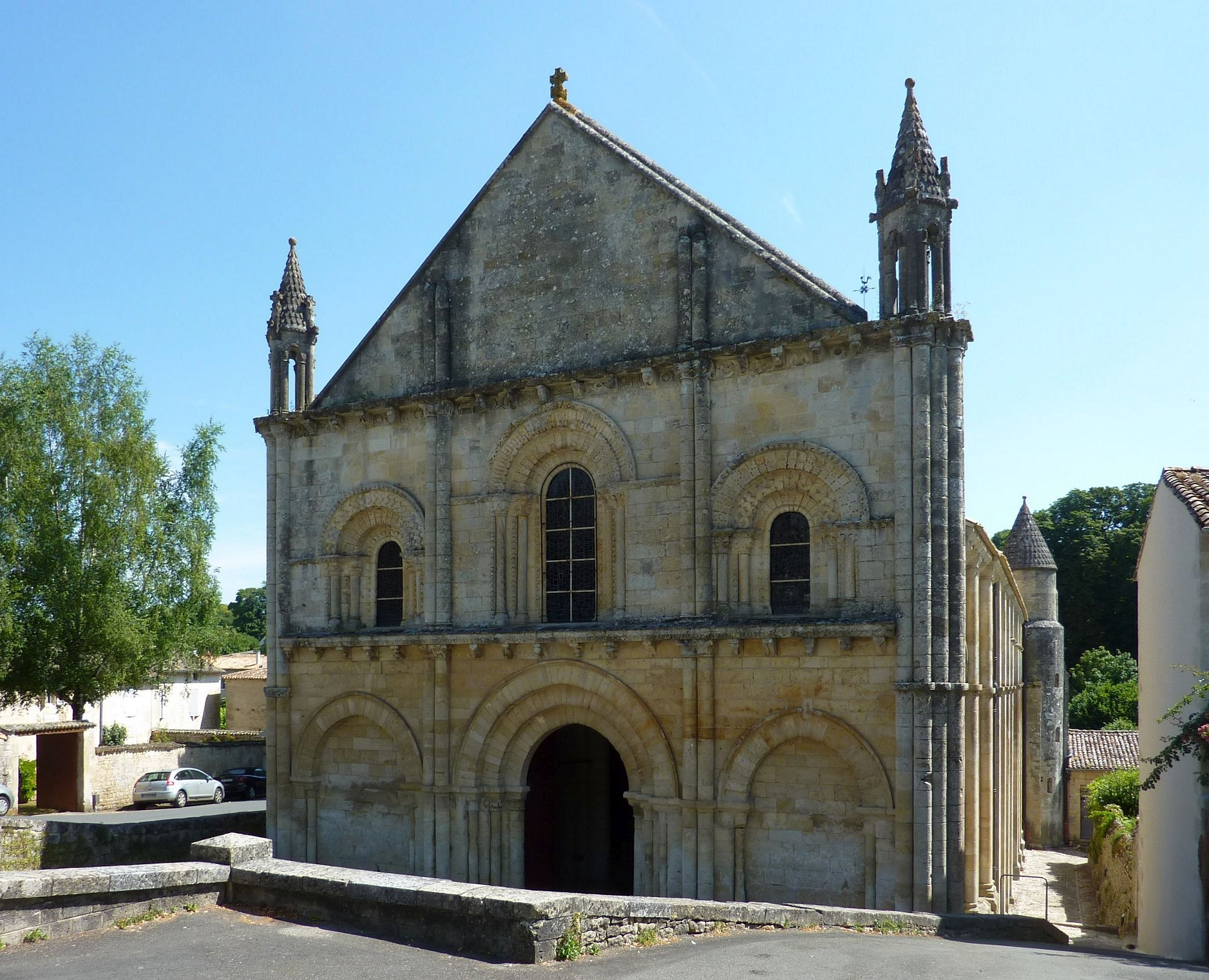
圣伊莱尔教堂（法语：Église Saint-Hilaire de Melle）
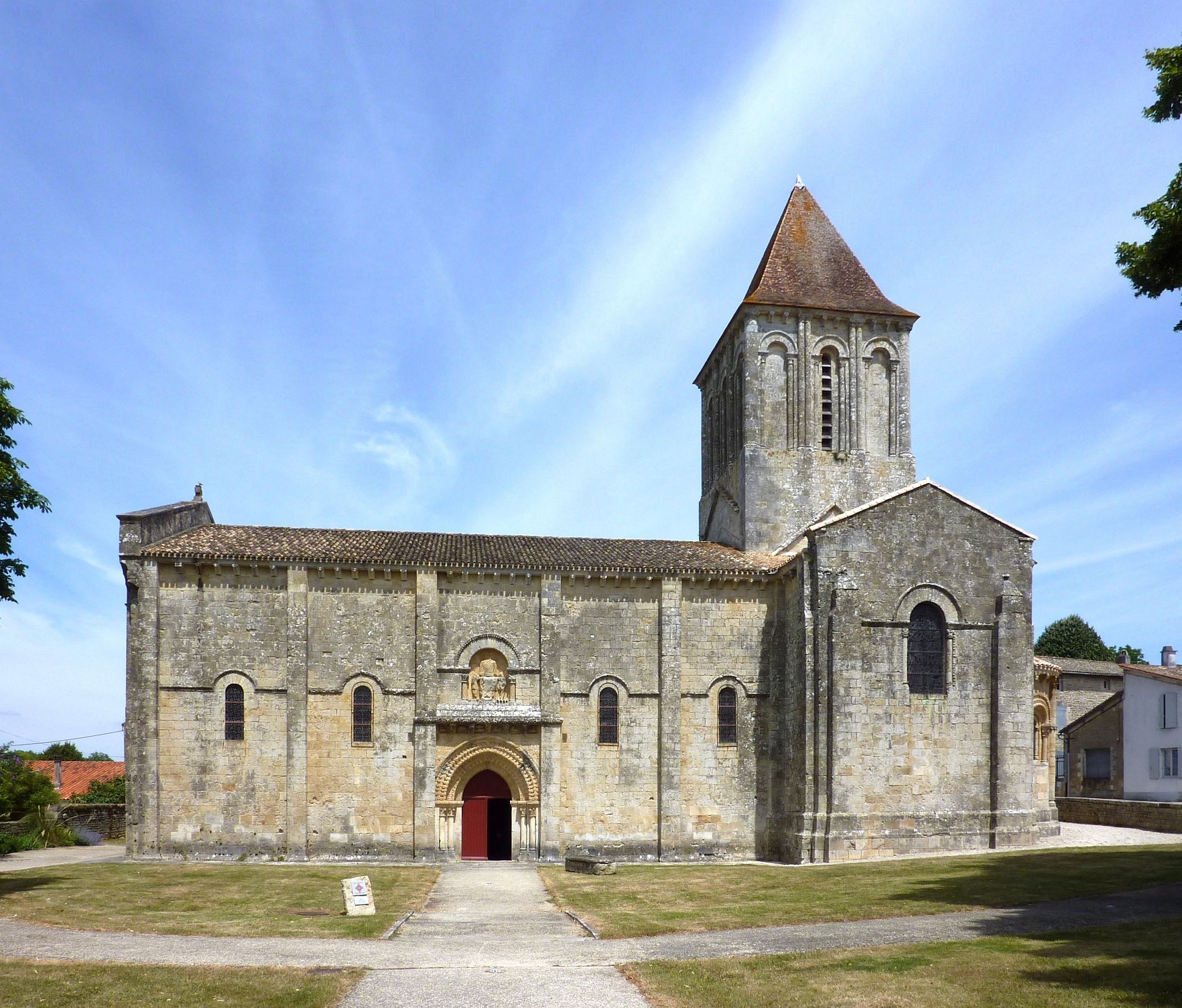
圣伯多禄教堂（法语：Église Saint-Pierre de Melle）
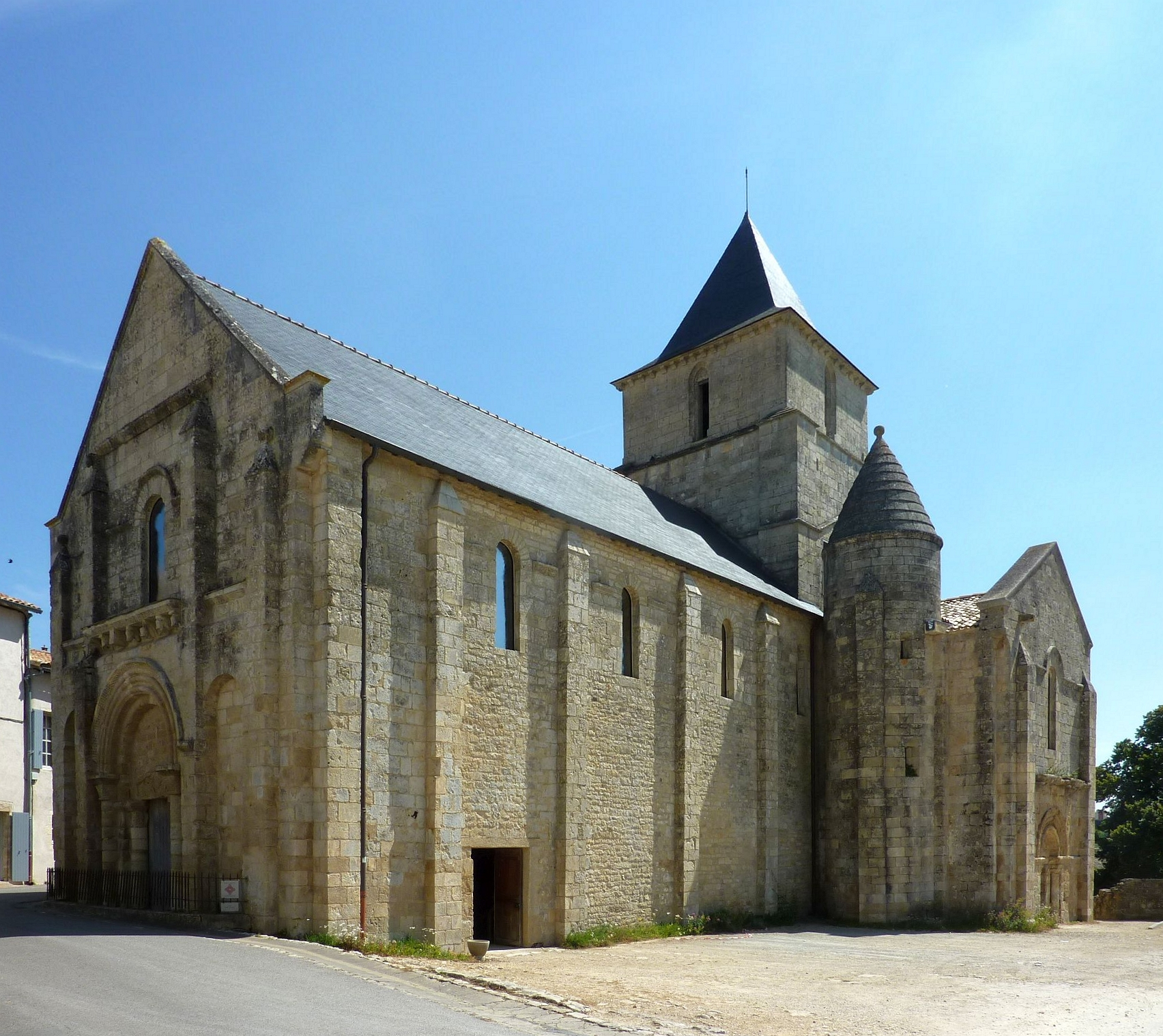
圣萨维尼安教堂（德语：St-Savinien (Melle)）
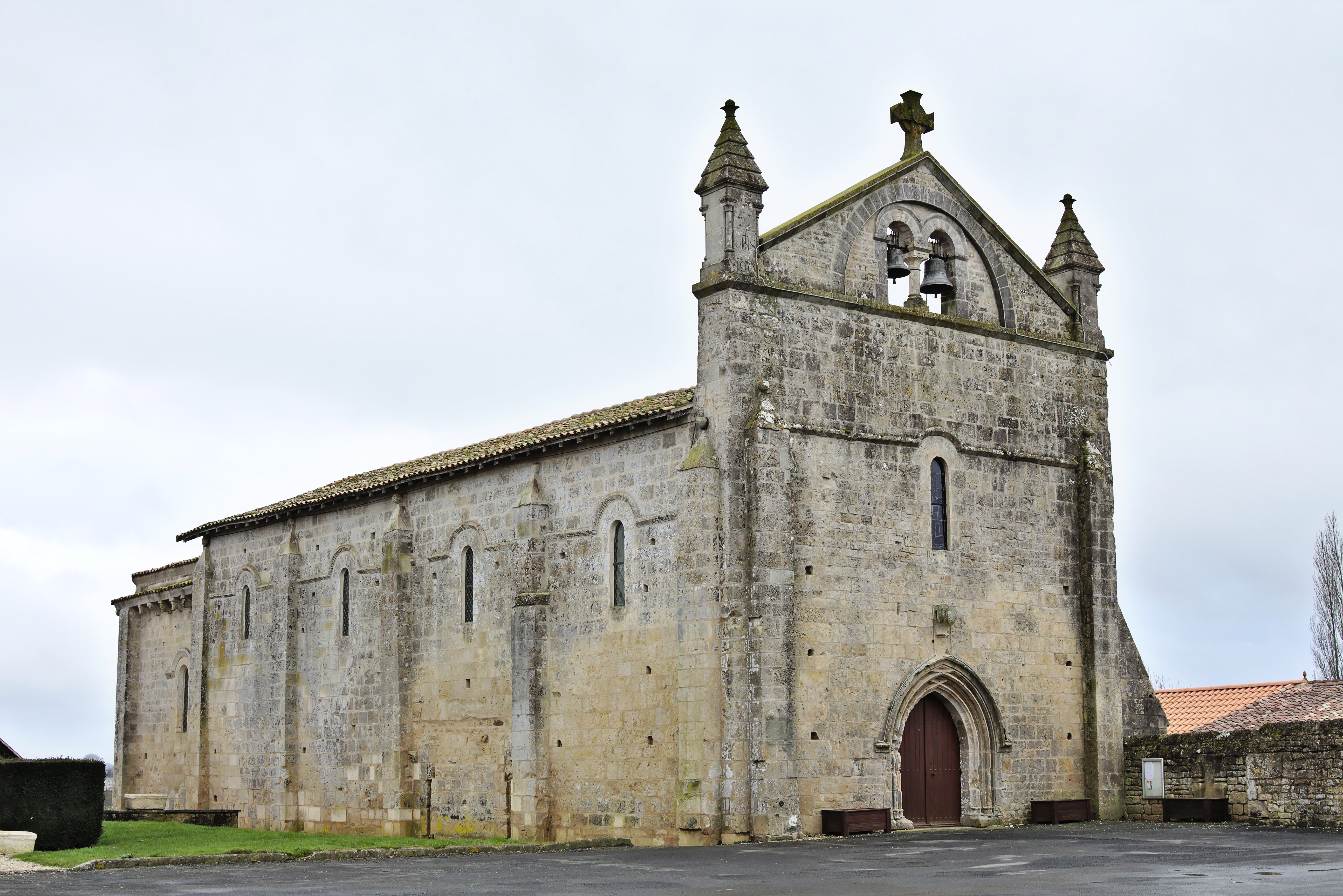
圣莱热教堂
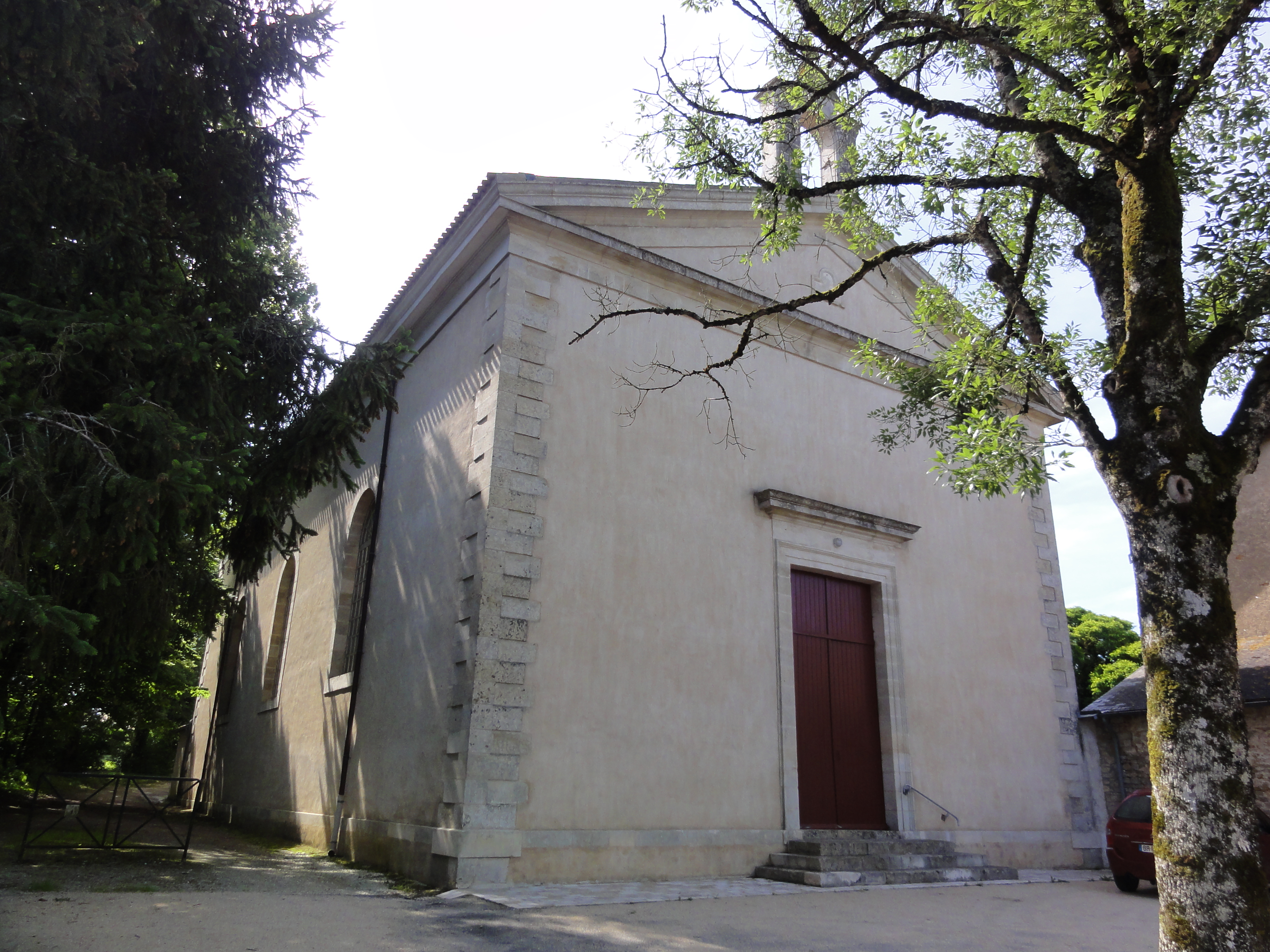
新教徒联合教堂
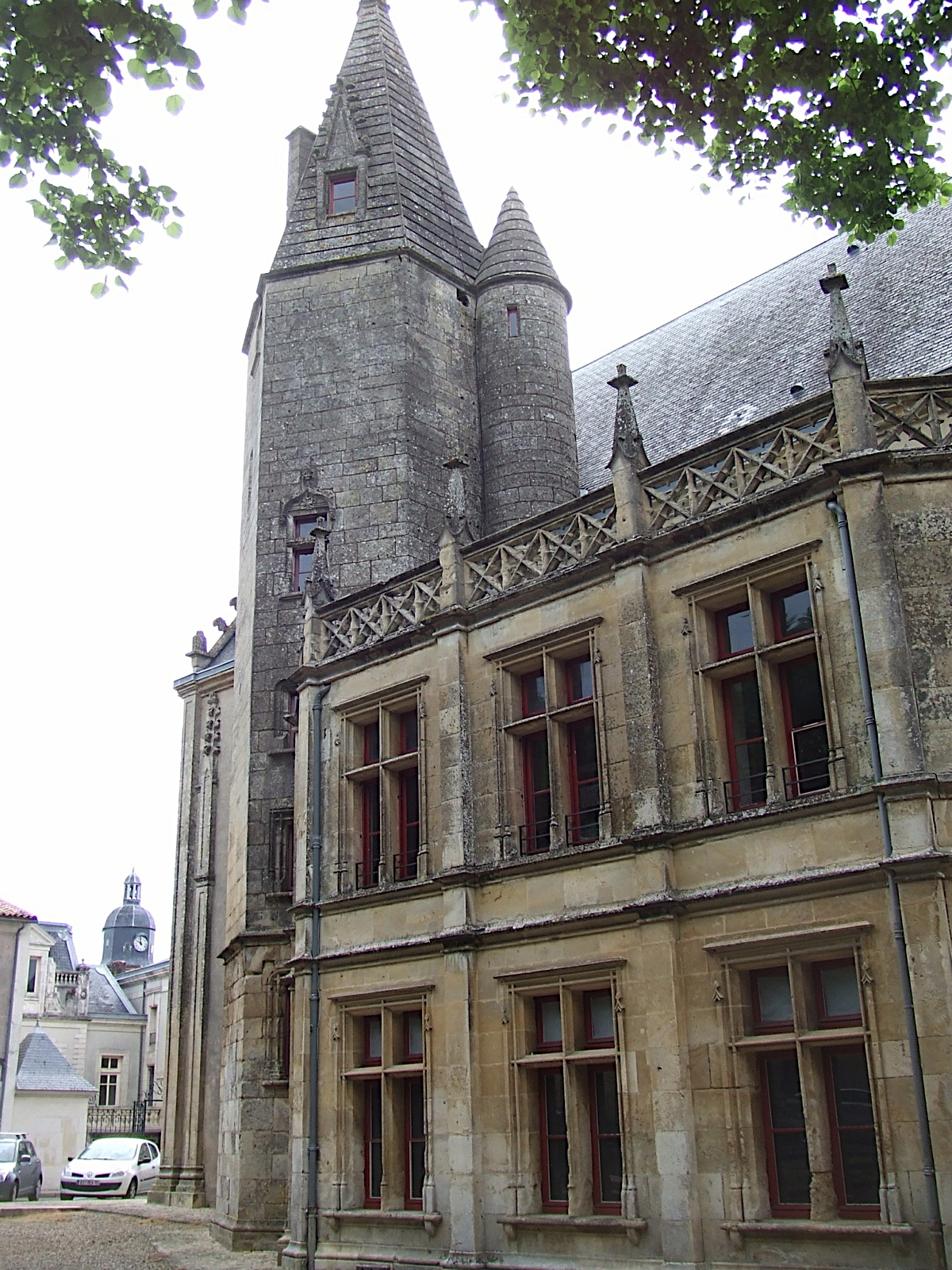
梅诺克宫
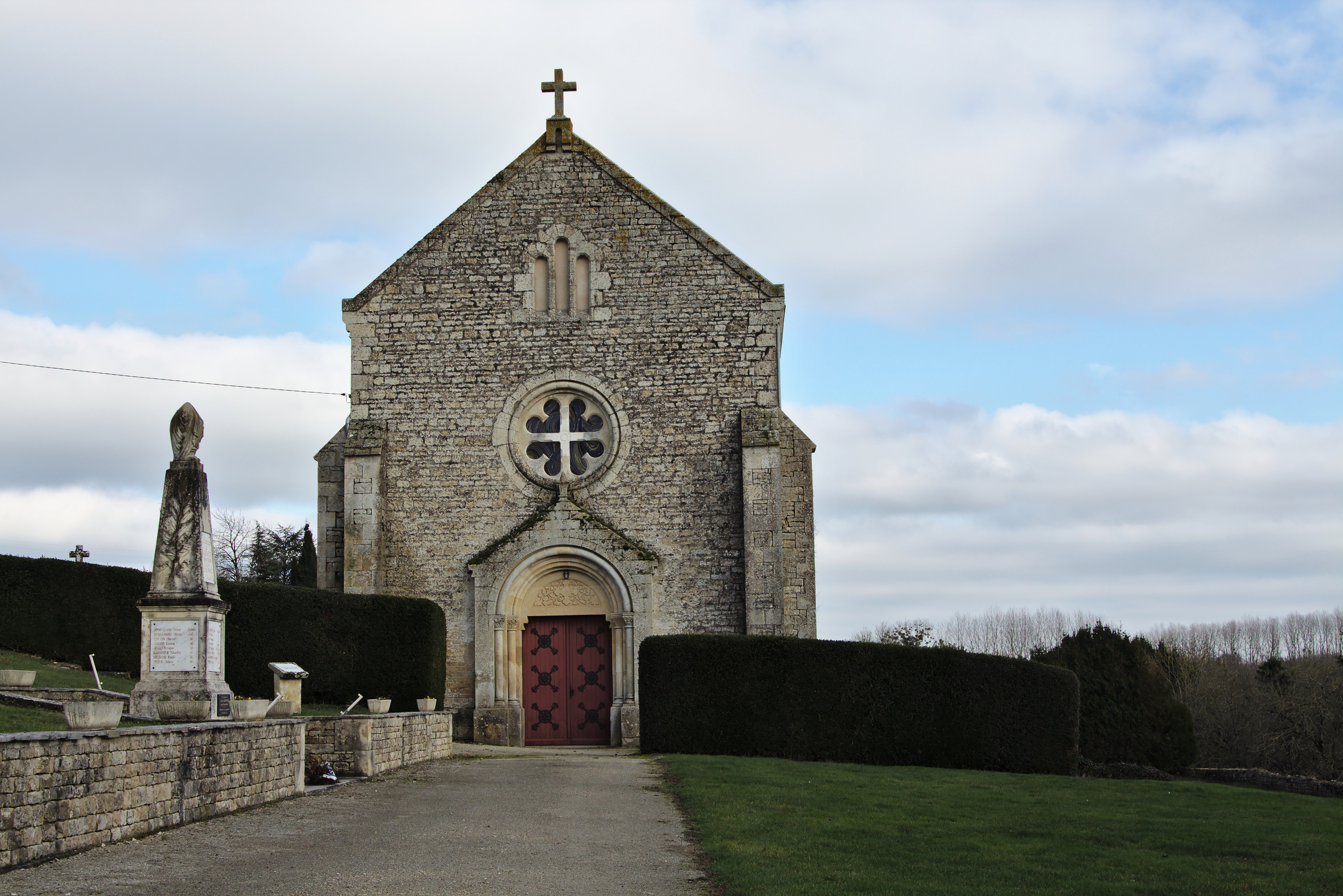
派宰勒托尔祷告院

### 旅游
梅勒的旅游事务由其所属的普瓦图地区梅卢瓦市镇公共社区负责。2022年，梅勒境内共有1家酒店共计7间房间；另有1个露营地，可容纳共24辆露营车。

### 媒体
法国主要的媒体均可在梅勒接收，法国电视三台下属的新阿基坦大区频道在部分时段播出梅勒所在德塞夫勒省的地方新闻。《中西部新共和国报》、蓝色法兰西普瓦图广播、云雀广播等是当地主要的地方性媒体。

## 相关人物
法国田径运动员居伊·泰克斯罗、外交官约瑟夫·阿弗诺尔、导演洛宏·康鐵出生于梅勒（旧市镇）。法国物理学家马塞尔·布里渊出生于圣马丹莱梅勒。

## 友好城市
截至2023年8月，梅勒共与两座城市建立了友好城市关系：
- 德国 梅勒
- 比利时 梅勒